# 马头镇 (东明县)
马头镇，是中华人民共和国山東省菏泽市东明县下辖的一个乡镇级行政单位。

## 行政区划
马头镇下辖以下地区：
东街村、南街村、西街村、北街村、关庄村、姚村、朱岗寺村、夹堤王村、邵庄村、新庄村、马坊村、牛皮店村、解庄村、牛八屯村、四村、陈寨村、梁坊村和李六屯村。